# Charybdis miles
Charybdis miles (nome valido per SeaLifeBase) Charybdis (Charybdis) miles (nome valido per WoRMS) (De Haan, 1835) è un granchio appartenente alla famiglia Portunidae.

## Descrizione
Presenta un carapace pressoché esagonale, tubercolato e provvisto di setae, la cui lunghezza massima registrata è di 7,5 cm; il margine anteriore ha la stessa lunghezza di quello posteriore. Gli esemplari femminili sono di dimensioni mediamente inferiori. Da vivo ha una colorazione rossastra.
I chelipedi sono lievemente diseguali e spinosi; spine sono presenti anche sul mero del quinto paio di zampe, le quali sono appiattite e servono al granchio per nuotare.

## Biologia

### Alimentazione
È carnivoro.

### Riproduzione
È probabile che, come in altri granchi, durante l'accoppiamento si abbia un trasporto indiretto di sperma dal maschio alla femmina, e che la fecondazione avvenga in seguito.

## Distribuzione e habitat
È una specie indo-pacifica che vive tra i 20 e i 200 m di profondità; il suo areale si estende dal Golfo Persico alle coste di Cina e Giappone e a sud fino alla costa orientale dell'Australia.
Il locus typicus è il Giappone.